# 利托那韋
利托那韋（Ritonavir），商品名為Norvir，是一種抗反轉錄病毒藥物 ，屬於蛋白酶抑制劑類，和其他藥物共同治療愛滋病。 這樣的治療方式被稱作高效能抗反轉錄病毒療法(HAART) ，通常低劑量利托那韋會搭配其他蛋白酶抑制劑使用。 一般為口服使用。
常見的副作用包含噁心、嘔吐、喪失食慾、腹瀉及手足麻木感，嚴重的副作用包含引起肝臟問題、胰臟炎、過敏、心律不整。同時服用利托那韋與胺碘酮或辛伐他汀可能導致嚴重的藥物交互影響，目前認為懷孕患者使用低劑量是安全無虞的  。利托那韋屬於蛋白酶抑制劑類 ，常用於抑制將其他代謝蛋白酶的酶運作，這種抑制機制導致藥性以更高濃度呈現。
利托那韋首次發現於1996年 ，在最基本的健康照護系統中最必要的藥物清單世界卫生组织基本药物标准清单登錄有案 。膠囊藥劑的藥效與藥片並不相同 ，全球的批發成本大約是每日0.07至2.20美金左右 ，在美國，一劑大約在9.20到55美元之間，依劑量而定。

## 醫學應用
利托那韋常用於治療愛滋病.
2021年，輝瑞開發出奈瑪特韋與利托那韋的複方藥，商品名為「帕克斯洛維德」（Paxlovid），可用於2019冠狀病毒病感染者在輕症時的治療，大幅降低惡化為重症的機會。

## 副作用
當使用利托那韋治療愛滋病，在給予足夠劑量後，往往會產生下列副作用。2015年之後，利托那韋僅用作為藥動學上的抑制因子，因此都僅施打低劑量。使用低劑量後，副作用明顯減少。
- 倦怠
- 腹瀉
- 噁心嘔吐
- 腹痛
- 頭暈
- 失眠
- 盜汗
- 味覺異常
- 高膽固醇血症
- 高血糖
- 高轉氨酶
- 高肌酸激酶

## 進階閱讀
- Chemburkar, Sanjay R.; Bauer, John; Deming, Kris; Spiwek, Harry; Patel, Ketan; Morris, John; Henry, Rodger; Spanton, Stephen;  et al. . Organic Process Research & Development. 2000, 4 (5): 413. doi:10.1021/op000023y.

## 外部連結
- PubPK - Ritonavir pharmacokinetics
- (manufacturer's website)
- Ritonavir bound to proteins （页面存档备份，存于） in the PDB
- Norvir Prescribing Information（页面存档备份，存于）